# Dichaetomyia nitidiventris
Dichaetomyia nitidiventris är en tvåvingeart som först beskrevs av Stein 1909.  Dichaetomyia nitidiventris ingår i släktet Dichaetomyia och familjen husflugor. Inga underarter finns listade i Catalogue of Life.